# くろべ (訓練支援艦)
くろべ（ローマ字：JS Kurobe, ATS-4202）は、海上自衛隊の訓練支援艦。艦名は黒部峡谷に由来する。
2022年12月に制定された防衛力整備計画で、2027年度までに除籍することが発表された。

## 概要
対空射撃訓練支援用の艦で、無人標的機を射出・誘導することを主目的とする。経空脅威および防空兵器の高性能化、先代の訓練支援艦「あづま」の旧式化に伴い、それを補完するものとして建造された。
平甲板型の艦型であり、前甲板には76mm単装砲1基を装備する。標的機はBMQ-34AJファイアービー、BQM-74EチャカⅢをそれぞれ4基ずつ、計8基搭載する。これらの標的機は後部甲板より発射され、艦上構造物トップの4面フェーズドアレイレーダーにより最大3機の同時誘導・管制が可能である。

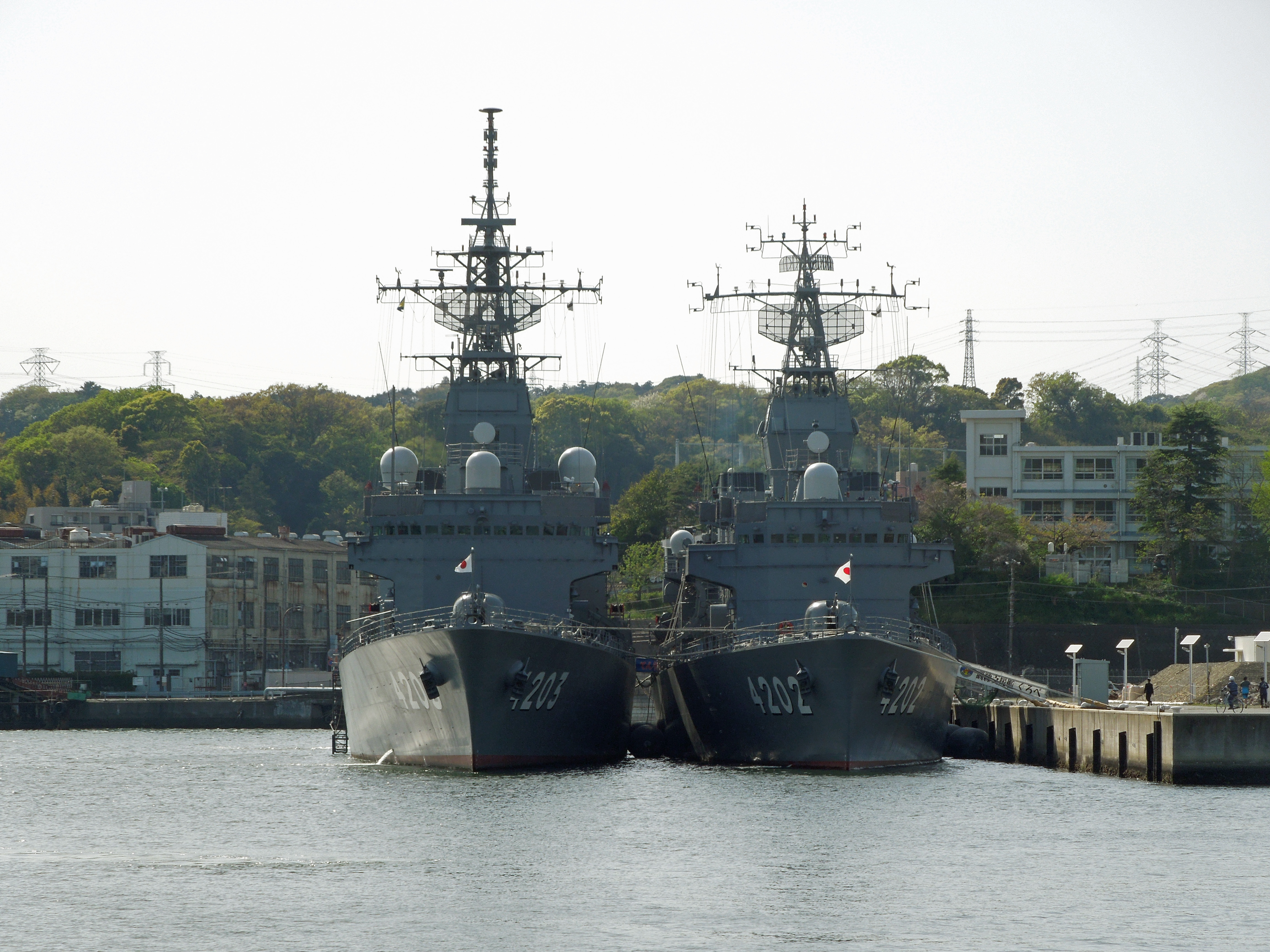
艦首側から見た「くろべ」（右）と「てんりゅう」
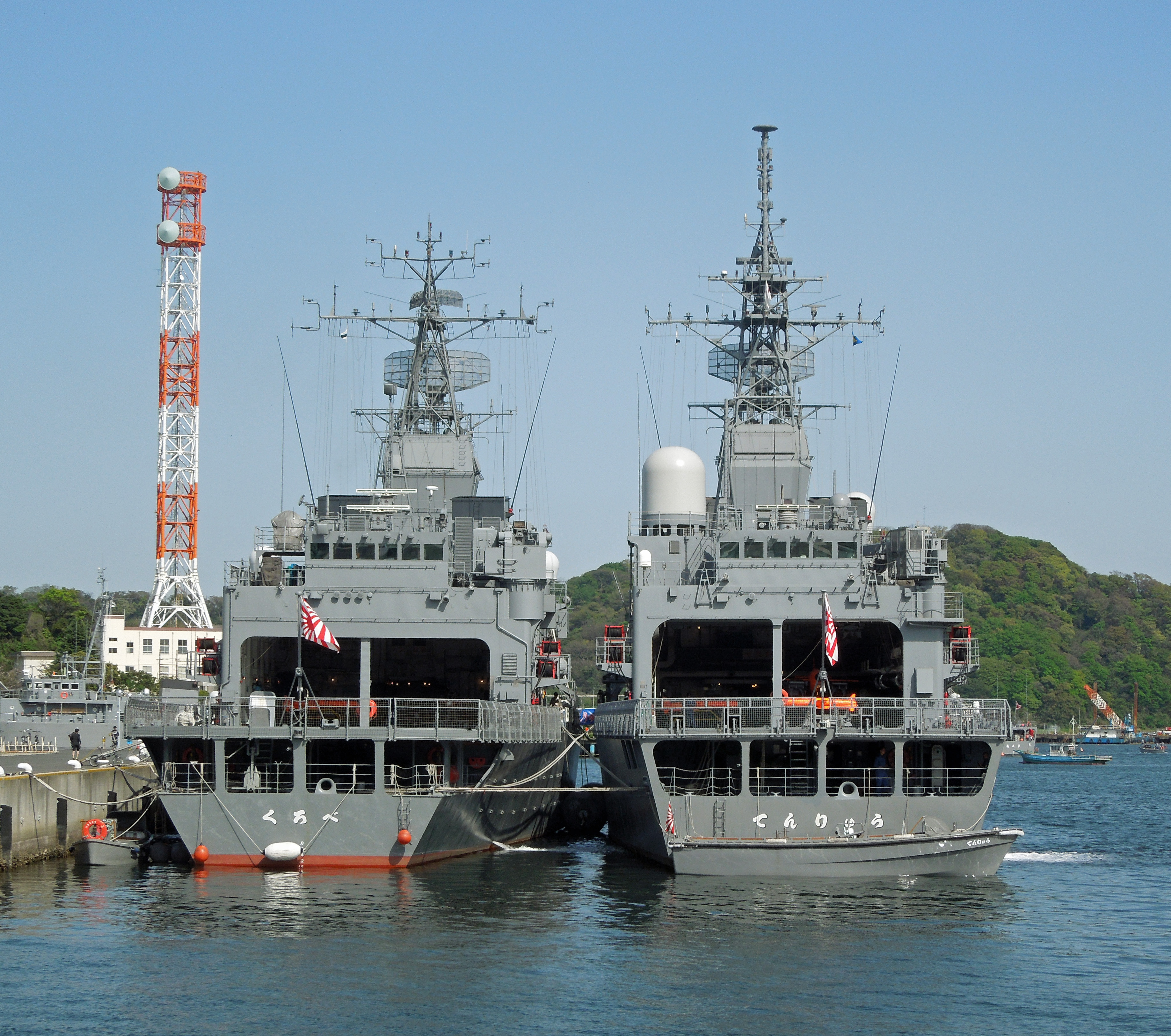
艦尾側から見た「くろべ」（左）と「てんりゅう」
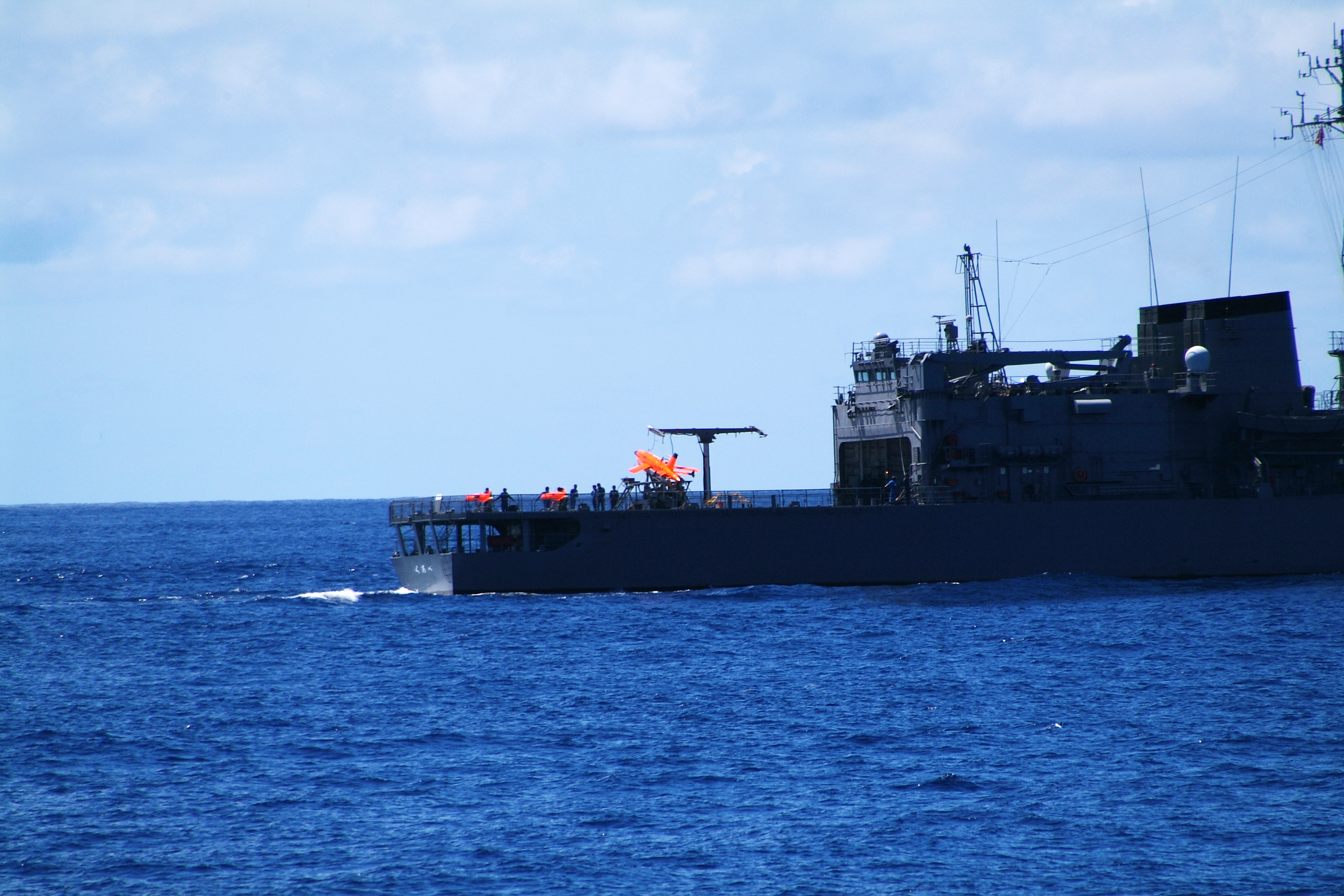
標的機の発射準備をしている「くろべ」

## 艦歴
「くろべ」は、中期防衛力整備計画に基づく昭和61年度計画訓練支援艦4202号艦として、日本鋼管鶴見造船所で1987年7月31日に起工され、1988年5月23日に進水、1989年3月23日に就役し、自衛艦隊に直轄艦として編入され呉に配備された。
1990年9月、海上自衛隊の艦艇として初めて女性自衛官（通信士・松尾直子3尉）が乗組みとなった。
1994年6月24日、護衛艦隊に直轄艦として編成替え。
2008年3月26日、護衛艦隊隷下に第1海上訓練支援隊が新編され「てんりゅう」とともに編入された。
2011年3月11日に発生した東北地方太平洋沖地震による東日本大震災に対し、災害派遣のため被災地、宮城県女川町に向けて出港する。
2022年12月に公表された防衛力整備計画で、2027年度までに除籍することが発表された。
現在は第1海上訓練支援隊に所属し、定係港は呉である。

### 歴代艦長
| 代 | 氏名       | 在任期間               | 出身校・期        | 前職                                           | 後職                                           | 備考                               |
| -- | ---------- | ---------------------- | ----------------- | ---------------------------------------------- | ---------------------------------------------- | ---------------------------------- |
| 01 | 大導寺洋吉 | 1989.3.23 - 1991.3.15  |                   | くろべ艤装員長                                 | 自衛隊旭川地方連絡部募集課長                   |                                    |
| 02 | 田仲隆典   | 1991.3.16 - 1993.8.15  |                   | 第11海上訓練指導隊副長 兼 指導科長 兼 教育科長 | 第2海上訓練指導隊付                            |                                    |
| 03 | 由村公男   | 1993.8.16 - 1996.3.21  | 防大10期          | 陸上自衛隊中部方面総監部勤務                   | 海上自衛隊第1術科学校研究部員                  |                                    |
| 04 | 高橋章信   | 1996.3.22 - 1998.9.19  | 防大15期          | 第3海上訓練指導隊砲術科長                      | 第1海上訓練指導隊                              |                                    |
| 05 | 清見幸一   | 1998.9.20 - 2000.9.19  |                   | あづま艦長                                     | 護衛艦隊司令部幕僚                             |                                    |
| 06 | 赤川千二   | 2000.9.20 - 2002.8.19  |                   | とわだ副長                                     | 海上自衛隊幹部学校                             | 就任時3等海佐 2002.1.1 2等海佐昇任 |
| 07 | 川波辰男   | 2002.8.20 - 2003.10.6  | 防大25期          | 海上自衛隊第1術科学校学校教官                  | さみだれ艦長                                   |                                    |
| 08 | 山下正和   | 2003.10.7 - 2005.2.28  |                   | 佐世保海上訓練指導隊砲雷科長                   | とわだ艦長                                     |                                    |
| 09 | 中垣武俊   | 2005.3.1 - 2007.3.25   |                   | あきぐも艦長                                   | 舞鶴海上訓練指導隊船務航海科長                 |                                    |
| 10 | 竹内義人   | 2007.3.26 - 2009.3.17  | 防大24期          | はつゆき艦長                                   | 舞鶴海上訓練指導隊副長                         |                                    |
| 11 | 田畑浩一   | 2009.3.18 - 2010.12.19 | 防大25期          | せとぎり艦長                                   | 大湊地方総監部監察官                           |                                    |
| 12 | 松尾直子   | 2010.12.20 - 2013.3.27 | 長崎大・ 39期幹候 | わかさ艦長                                     | 海上自衛隊第1術科学校                          |                                    |
| 13 | 川口裕史   | 2013.3.28 - 2014.7.31  | 防大28期          | 横須賀海上訓練指導隊教育科長                   | 舞鶴基地業務隊司令                             |                                    |
| 14 | 久保田修一 | 2014.8.1 - 2016.8.7    | 防大31期          | 海上幕僚監部防衛部防衛課                       | 舞鶴警備隊副長                                 |                                    |
| 15 | 横手正剛   | 2016.8.8 - 2017.8.3    | 42期幹候          | 呉海上訓練指導隊砲雷科長                       | 横須賀海上訓練指導隊教育科長                   |                                    |
| 16 | 相馬美佳   | 2017.8.4 - 2018.11.19  | 中央大学          | 横須賀海上訓練指導隊船務航海科長               | 海上自衛隊第1術科学校教官                      |                                    |
| 17 | 能々太郎   | 2018.11.20 - 2020.3.31 |                   | 舞鶴海上訓練指導隊砲雷科長                     | 海上自衛隊幹部学校                             |                                    |
| 18 | 山本晃一   | 2020.4.1 - 2021.3.18   |                   | おうみ副長                                     | 佐世保地方総監部防衛部第2幕僚室長              |                                    |
| 19 | 山口 梓    | 2021.3.19 - 2022.8.21  | 防大46期          | しまゆき艦長                                   | 大湊地方総監部防衛部第4幕僚室長 兼 第1幕僚室長 |                                    |
| 20 | 小山内徹哉 | 2022.8.22 - 2023.8.20  |                   | 海上自衛隊第1術科学校主任教官 兼 研究部員      | はたかぜ艦長                                   |                                    |
| 21 | 遠山貴一朗 | 2023.8.21 - 2025.5.14  |                   |                                                |                                                |                                    |
| 22 | 門脇義政   | 2025.5.15 -            |                   |                                                |                                                |                                    |

## 登場作品
『SFX巨人伝説ライン』
第10話に登場。冒頭にて、舞鶴東港から出港し能登半島沖で体験航海を行っていた最中、突如として出現した怪獣バグズンの襲撃を受け、撃沈されてしまう。